# Klorid-eljárás
A klorid-eljárás által a titán kinyerhető érceiből. A folyamat során a nyersanyagot szénnel redukálják, miközben a rendszeren keresztül állandó jelleggel klórgázt vezetnek át, mindezt 900–1000 °C hőmérsékleten. 

## Standard folyamat

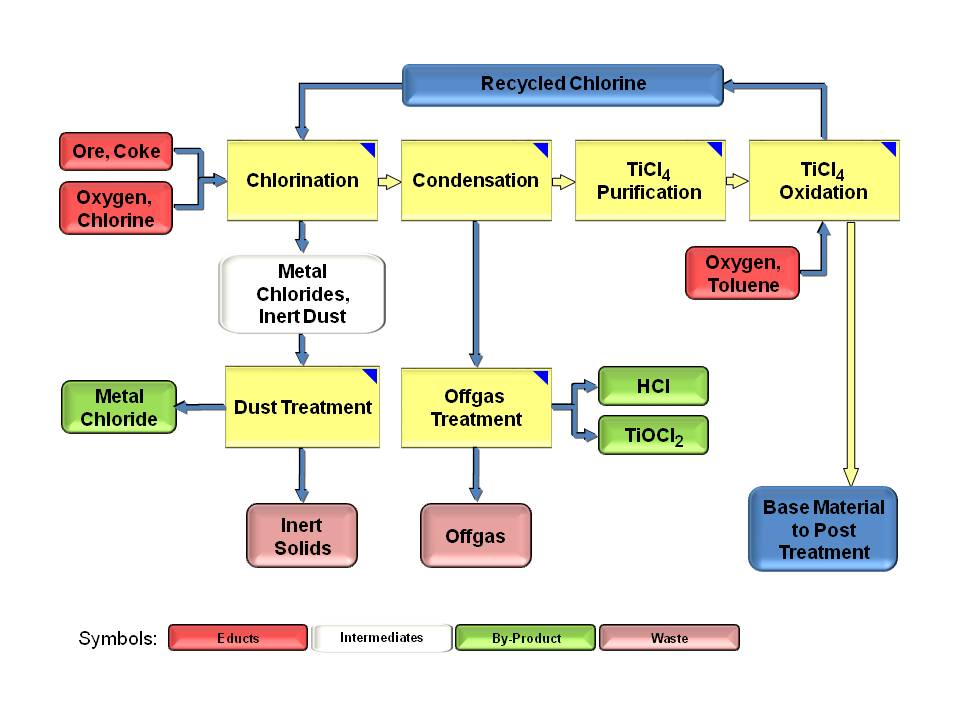
Klorid-eljárás

A folyamat során általában  ilmenitből indulnak ki és a következő reakció megy végbe:
2 FeTiO3  +  7 Cl2  +  6 C → 2 TiCl4 + 2 FeCl3 + 6 CO
A szennyező anyagok szintén klórozódnak, de ezek az anyagok nem olyan illékonyak, mint a TiCl4, ezért desztillációval lehet tisztítani a titán-tetrakloridot. Ezt követően a tiszta titán-tetrakloridot oxidálni lehet, általában vagy oxigén lángban vagy pedig plazmában, ennek eredményeként pedig titán-dioxid keletkezik.  
A klorid-eljárás a következő folyamatokat foglalja magába
- Oxidálás
- Klórozás
- Kondenzálás
- Tisztítás

Állandó körülmények között az átalakulás folyamatosnak tekinthető, melyben a klór folyamatosan átalakul az oxidált állapotból a redukált állapotba, majd az átalakulás visszafele is megvalósul. Ebben az esetben az oxidált formának a klór gáz molekulákat (Cl2) tekintjük, míg redukált formának a TiCl4 tekinthető. Az oxidáló anyagnak a molekuláris oxigént tekinthetjük, míg redukáló anyagnak a kokszot. A titán a folyamatban ércként van jelen, amit úgy foghatunk fel, mint több fém oxidjának keveréke, amelyben azonban a titán sokkal nagyobb százalékban van jelen a többihez viszonyítva. A rendszerbe bevezetett oxigén TiO2 formájában távozik, a koksz (mely alapvetően szén)  a CO és CO2 formában távozik a rendszerből, míg a szennyeződések tekinthető többi fém klórozott termékként lesz jelen, ám a desztillációs folyamat során eltávolítódnak. 

## Szükséges erőforrások
A táblázatba foglalt értékek egy tonna TiO2 legyártásához szükséges mennyiségeket jelölik.
| Erőforrás                  | Elfogyott mennyiség | Mértékegység |
| -------------------------- | ------------------- | ------------ |
| Elektromos áram            | 360                 | kWh          |
| Gőz                        | 0.5                 | t            |
| Oxigén                     | 350                 | Nm³          |
| Nitrogén                   | 100                 | Nm³          |
| Sűrített levegő            | 40                  | Nm³          |
| Tisztított sűrített levegő | 2                   | Nm³          |
| Klór                       | 350                 | Nm³          |
| Üzemanyag                  | 2.3                 | GJ           |
| Hűtőfolyadék               | 0.6                 | Nm³          |
| Koksz                      | 370                 | kg           |
| Salak                      | 1.27                | t            |
| Toluol                     | 13                  | kg           |
| NaCl                       | 8                   | kg           |
| NaOH                       | 25                  | kg           |
| Alumínium                  | 6.5                 | kg           |
| KCl                        | 0.05                | kg           |
| Kőolaj                     | 3.6                 | kg           |
| H2O2                       | 1.8                 | kg           |
| Surlóanyag                 | 2                   | kg           |
| Ca(OH)2                    | 500                 | kg           |
| Víz                        | 2.5                 | m³           |
| Desztillált víz            | 2.5                 | m³           |
| Hűtővíz                    | 4.5                 | m³           |

## Fordítás
Ez a szócikk részben vagy egészben  a   Chloride process című angol Wikipédia-szócikk ezen változatának fordításán alapul.  Az eredeti cikk szerkesztőit annak laptörténete sorolja fel. Ez a jelzés csupán a megfogalmazás eredetét és a szerzői jogokat jelzi, nem szolgál a cikkben szereplő információk forrásmegjelöléseként.